# 54e régiment de marche
Pour les articles homonymes, voir 54e régiment.
Le 54e régiment d'infanterie de marche (ou 54e régiment de marche) est un régiment d'infanterie français, qui a participé à la guerre franco-allemande de 1870 et à la campagne de 1871 à l'intérieur.

## Création et différentes dénominations
- 1er décembre 1870 : formation du 54e régiment d'infanterie de marche
- septembre 1871 : fusion dans le 54e régiment d'infanterie de ligne

## Historique
Organisé par décret du 1er décembre 1870 dans Bitche assiégée, le régiment est formé par un bataillon du 86e régiment d'infanterie de ligne et un millier d'éclopés venus de Froeschwiller,. La place ne se rendit que deux mois après la signature de l'Armistice du 28 janvier 1871.
Arrivé à Nevers le 28 mars 1871, il fait aussitôt partie des troupes qui combattent la Commune de Paris. Lors de la semaine sanglante, il fait partie de la 1re division du 1er corps de la 2e armée de Versailles. L'insurrection vaincue, le 54e de marche vient au camp de Satory où, en septembre 1871, il est rejoint par le 54e régiment d'infanterie de ligne dans lequel il est versé.